# 2071.
◄ | 20. stoljeće | 21. stoljeće | 22. stoljeće | ►
◄ | 2040-ih | 2050-ih | 2060-ih | 2070-ih | 2080-ih | 2090-ih | 2100-ih | ►
◄◄ | ◄ | 2068. | 2069. | 2070. | 2071. | 2072. | 2073. | 2074. | ► | ►►
Astronomija

## Događaji
- 31. ožujka – Prstenasta pomrčina Sunca koju će se moći vidjeti u Južnoj Americi i Africi.
- 23. rujna – Potpuna pomrčina Sunca koju će se moći vidjeti u Meksiku, Venezueli, Gvajani, Surinamu i Francuskoj Gvajani.